# Mieczysław Wojczak
Mieczysław Wojczak (ur. 23 stycznia 1951 w Chorzowie) – polski piłkarz ręczny, bramkarz, reprezentant Polski. Brązowy medalista olimpijski z Montrealu (1976).

## Kariera sportowa

### Kariera klubowa
W piłkę ręczną zaczął grać już w szkole podstawowej, w ramach SKS Chorzów. Po rozpoczęciu nauki w 1966 w Technikum Mechanicznym w Chorzowie został zawodnikiem MKS Zrywu Chorzów, gdzie jego trenerem był Ludwik Biegasik. W czasie nauki w szkole średniej grał także w piłkę nożną w Ruchu Chorzów. Latem 1968 został powołany na zgrupowanie reprezentacji Polski juniorów i definitywnie zrezygnował wówczas z piłki nożnej.
Po ukończeniu szkoły średniej w 1969 został zawodnikiem AZS Katowice. W rundzie wiosennej sezonu 1968/1969 był trzecim bramkarzem, a jego drużyna zajęła 10. miejsce w lidze. W sezonie 1969/1970 został podstawowym zawodnikiem swojego zespołu, ale AZS zajął 11. miejsce w lidze i spadł do II ligi. Od sezonu 1970/1971 był graczem Pogoni Zabrze. W pierwszym sezonie gry w tym zespole spadł z nim do II ligi, jednak w sezonie 1971/1972 awansował z Pogonią do I ligi. W kolejnych latach zajmował z drużyną miejsca: 7. (1972/1973), 6. (1973/1974), 4. (1974/1975). W sezonie 1975/1976 wywalczył wicemistrzostwo Polski (trenerem drużyny był Ludwik Biegasik). Następnie zajmował z Pogonią miejsca 5. (1976/1977) i 6. (1977/1978), natomiast w sezonie 1978/1979 zdobył drugie w karierze wicemistrzostwo Polski (trenerem drużyny był Alfred Wrzeski). W sezonach 1979/1980 i 1980/1981 jego zespół zajmował 6. miejsce w lidze.
W latach 1981–1986 był graczem belgijskiej drużyny HC Initia Hasselt, od 1983 jako grający trener. W latach 1984, 1985 i 1986 wywalczył mistrzostwo Belgii, w 1984 Puchar Belgii, w 1984 został uznany najlepszym graczem ligi. W latach 1986–1990 był grającym trenerem innej belgijskiej drużyny Sporting Neerpelt, z którą w latach 1987, 1988 i 1989 zdobył zarówno mistrzostwo Belgii, jak i Puchar Belgii.

### Kariera reprezentacyjna
Z reprezentacją Polski juniorów zdobył brązowy medal na Młodzieżowych Zawodach Przyjaźni w 1968 i srebrny medal na tych samych zawodach w 1970. w reprezentacji Polski seniorów debiutował 26 czerwca 1970 w towarzyskim spotkaniu z Jugosławią. Nie wywalczył jednak miejsca w reprezentacji, która wystąpiła na Igrzyskach Olimpijskich w 1972 oraz na mistrzostwach świata w 1974 (wystąpił jednak w ostatnim meczu eliminacyjnym do tej ostatniej imprezy). Jako trzeci bramkarz pojechał natomiast na Igrzyska Olimpijskie w Montrealu (1976), gdzie zagrał w dwóch meczach (z Tunezją i USA), w ten sposób przyczyniając się do zdobycia brązowego medalu igrzysk. W 1977 wystąpił na akademickich mistrzostwach świata, zdobywając z drużyną brązowy medal. W tym samym roku ustabilizował swoją pozycję w reprezentacji i w 1978 wystąpił na mistrzostwach świata, zajmując z zespołem 6. miejsce (zagrał w pięciu z sześciu spotkań na tym turnieju). Od 1979 był kapitanem reprezentacji Polski. W tym samym roku zajął z drużyną 2. miejsce na zawodach Pucharu Świata. W 1980 wystąpił po raz drugi na Igrzyskach Olimpijskich w 1980, ale jego drużyna zajęła tylko 7. miejsce (on sam zagrał w jednym spotkaniu). Łącznie w reprezentacji Polski seniorów zagrał w 131 spotkaniach.  

### Kariera trenerska
w 1980 ukończył studia w Akademii Wychowania Fizycznego w Katowicach. Od 1983 do 1990 był grającym trenerem belgijskich zespołów HC Initia Hasselt i Sporting Neerpelt (zobacz sekcja "Kariera klubowa"). W latach 1989–1991 prowadził seniorską reprezentację Belgii, m.in. zajmując z nią 7. miejsce na mistrzostwach świata grupy "C" w 1990. W latach 1991–1995 był trenerem zespołu HC Kievit, następnie prowadził inne zespoły belgijskie i holenderskie, w tym Bevo HC (holenderski) i Kreasa HB Houthalen (belgijski).
W 1993 otrzymał Diamentową Odznakę ZPRP.